# Секундарна грађа стабла
Секундарна грађа стабла код дикотила и голосеменица замењује примарну грађу која се ствара у почетним фазама развића изданка, а губи се крајем првог вегетационог периода. Секундарна грађа стабла се карактерише тиме, што у грађи учествују ткива настала радом нарочитог меристема - камбијума и фелогена.

## Секундарно дебљање стабла
Секундарно дебљање стабла је нормална појава код голосеменица и дикотила. Кад се развију сва трајна ткива стабла, у већини монокотила више нема дебљања стабла. Међутим, код дикотила и голосеменица, ређе код неких монокотила и неких представника нижих кормофита, али не по истом принципу, стабло продужава да раст у дебљину, да дебља. Ово је у вези са развићем обимне круне, огромног броја листова и снажног кореновог система, што захтева умножавање спроводних елемената. Дебљањем стабла стварају се нови проводни елементи, који тако развијеној биљци олакшавају провођење материја. Секундарно дебљање везано је за активност посебног латералног меристема - камбијума.
Камбијум настаје непосредно као остатак прокамбијума у стаблима без раздвојеног проводног система на снопиће, што је случај нарочито код дрвенастих биљака. Овде се у самом почетку формира једноставни примарни меристемски прокамбијани прстен, из ког се ствара континуирани прстен ксилема и флоема. Од овог прокамбијалног прстена остаје камбијални прстен. У другом случају, када се у стаблу налазе проводни снопићи (колатерални, отворени), образовање камбијума се врши на други начин. Овде је камбијум делом од примарног, а делом од секундарног меристема. Примарни меристем води директно порекло од прокамбијума и налази се у сваком отвореном проводном снопићу. То је фасцикуларни камбијум. После извесног времена, паренхимске ћелије сржних (радијалних) зракова између свака два снопића, у висини фасцикуларног камбијума, дедиференцирају се, односно добијају меристемски карактер. Та нова меристемска зона, која је настала накнадно из трајних ћелија, припада, према томе, секундарном меристему и назива се интерфасцикуларни камбијум. Оба ова камбијума (фасцикуларни и интерфасцикуларни) спајају се својим крајевима и тако се образује јединствени камбијални прстен. 
Ћелије камбијалних прстенова деле се много година и дају ка периферији стабла производе који ће се диференцирати у елементе флоема а ка унутрашњости у елементе ксилема. Истовремено, у области примарне коре ствара се фелоген који ће давати плуту и фелодерм, односно његовом активношћу настају секундарна кожна ткива - перидерм и мртва кора. Ово су основне карактеристике секундарног дебљања стабла чији је резултат секундарна грађа. Секундарна грађа се одликује: секундарним кожним ткивом (перидерм или мртва кора), секундарном кором (која је резултат диференцирања производа камбијума ка површини стабла; њу граде елементи флоема), секундарним дрветом (које такође настаје од камбијалних ћелија и његов највећи део гради ксилем). Елементи примарне коре који заостају брзо нестају претварањем у мртву кору или је њихов значај обзиром на квантитавно учешће веома мали. У централном делу стабла остаје релативно мала количина примарног ксилема и сржи. 
Ћелије камбијума имају карактеристичан облик. Оне су издужене, призматичне, на крајевима зашиљене. На попречном пресеку имају облик правоугаоника. Деле се већином у тангенцијалном правцу. После деобе, једна од нових ћелија остаје и даље камбијална ћелија, а друга, после диференцирања, прелази или у елементе секундарне коре, или у елементе секундарног дрвета.
Активност камбијума у погледу одвајања елемената према периферији и унутрашњости стабла није иста. Одвајања продуката деобе камбијума према унутрашњости стабла, односно према дрвету, је чешће, него стварање нових елемената секундарног флоема (коре). Тако, док се, после деобе камбијума једна ћелија одвоји према кори, просечно се два - четири ћелије диференцирају у ткива дрвета. Отуда дрво заузима знатно већи део стабла, него кора. 
Камбијум не ради без прекида целе године. У пределима где се смењују зима и лето, или период суше и период кише, његов рад је периодичан. У нашим условима рад камбијума почиње у пролеће, и тада је његова делатност веома интензивна. Тада се стварају широки елементи секундарног дрвета са танким мембранама, па затим почиње постепено стварање секундарне коре. Што се иде даље према лету, активност камбијума полако опада, и стварају се елементи дрвета са све мањим луменом и дебљим мембранама. Крајем лета рад камбијума сасвим престаје. Преко зиме камбијум не ради. У пролеће почиње поново интензивно да ради и да ствара елементе дрвета са широким луменом, који се надовезују на ситније елементе створене у јесен претходне године пре прекида рада. На тај начин виде се јасне границе између годишњих прираштаја дрвета. Прираштај дрвета у току једног вегетационог периода представља једну целину и назива се год или годишњи прстен.

### Секундарна кора
Секундарна кора (секундарни флоем) се састоји од ћелијских елемената два типа. Једни су настали од вретенастих камбијалних ћелија и пружају се вертикално уздуж стабла, а други су постали од камбијалних ћелија изодијаметричног облика и они су радијално распоређени. 
Вертикално оријентисани елементи су ситасте цеви, ћелије пратилице, механичка влакна (склеренхимска - ликина влакна) и паренхима флоема (ликин паренхим, састављен од живих ћелија са целулозним зидовима). Радијално распоређене ћелије дају корине (флоемске, сржне) зраке.Флоемски (корини) зраци су наставак одговарајућих зракова из ксилема и заједнички се називају секундарни сржни (радијални) зраци. Флоемски део ових зракова - корини или флоемски зраци, обично се јако шире ка периферији стабла због интензивног растења стабла у дебљину. На попречном пресеку секундарни флоем може показивати сезонску слојевитост (смењивање зимског и летњег периода у нашој клими, или подклиматским условима где се смењују сушни и влажни период). Ова слојевитост, као што је већ поменуто раније, последица је тога што су у почетку вегетационог периода стварају крупнији, а на његовом крају ужи елементи. Ова правилност је поремећена изумирањем и деформисањем флоемских елемената на периферији, као њиховим улажењем у састав мртве коре. Ово је још више потенцирано тиме што камбијум продукује, како је већ изнето, мање флоемских од ксилемских елеманата, због чега је секундарна кора доста танка. У секундарној кори често се налазе и жлездана ткива (смолни канали код четинара). 

### Секундарно дрво
Секундарно дрво (секундарни ксилем) је састављен из више врста ткива. У основи, дрво изграђује: проводно ткиво, које се састоји из трахеја и трахеида, дрвени паренхим - састављен од живих ћелија чији зидови нису сувише одрвенили, дрвени зраци (сржни зраци) и механичка ткива (склеренхимска влакна - либриформ). Радијални (дрвени) зраци такође настају, као и корини зраци, од изодијаметричних камбијалних ћелија. 
Секундарни зраци ксилема могу бити од једног или више слојева ћелија, а њихова висина је различита, а такође се и радијално могу различито простирати. Дрвени зраци (примарни и секундарни) служе за провођење, у дубину ксилема, органских материја које долазе флоемом из листова и за резервисање. Њихови интерцелулари служе за проветравање ксилема и других унутрашњих ткива. Они су преко флоемских (кориних) зракова у вези са спољашњом средином. Живе ћелије дрвених зракова у заједници са другим живим ћелијама (углавном паренхимом ксилема) чине јединствен систем међусобно повезаних живих ћелија, које се налазе уз друге неживе елементе ксилема. Они чине живу компоненту ксилема. 
Постоји дебљање стабла које знатно одступа од описаног. Секундарно дебљање се врши и код извесних представника монокотила (за које иначе није карактеристичан овај начин дебљања стабла), као што је случај са неким представницама реда Liliiales (Aloë, Jucca, Agave, Dracaena), али се оне принципијално разликују, а прилично ретко тако да нема већег значаја. 

### Накнадне промене при секундарном дебљану
Током времена трахеје, ређе и трахеиде, зачепљују се тилама. Тиле представљају израштаје околних ћелија дрвеног паренхима, које урастају у шупљину судова. Паренхимска ћелија образује једну или више тила; тиле продужавају да расту у шупљину суда формирајући танкезидне мехурове, који у почетку садрже слој протоплазме уз зидове. Понекад се у њима налазе и скробна зрна. Тиле временом изумиру. Образовањем тила проводна функција судова у којима се оне налазе, престаје. Међутим, у неким биљкама необразују се тиле, као, на пример, у вишњи, брези, млечу. Овде судови престају да функционишу услед нагомилавања у њима минералних и органских материја. Дрвени паренхим, пре и после, такође изумире. Према томе, тај део дрвета, а то је унутрашњи део, губи у целини своју проводну функцију. При том он у знатној мери добија и чврстину, а често се разликује и по боји од осталог, млађег дела дрвета који обавља провођење. Тај унутрашњи део дрвета, старији, зове се једрац, а спољни, млађи - бакуља или бељика. 
И у секундарној кори врше се промене које у крајњој линији доводе до изумирања њених старијих делова.
У вези са променама унутрашњости стабла изазваних радом камбијума, дешавају се одговарајуће промене и на његовој периферији. Наиме, тамо долази, као што је већ речено до образовања секундарног кожног ткива - перидерма и мртве коре.